# Frank (priimek)
Frank je priimek v Sloveniji, ki ga je po podatkih Statističnega urada Republike Slovenije na dan 1. januarja 2010 uporabljalo 635 oseb in je med vsemi priimki po pogostosti uporabe uvrščen na 405. mesto.

## Znani slovenski nosilci priimka
- Ana Frank, sociologinja
- Andrej Frank (1. pol. 19. stol.), mestni zdravnik v Ljubljani
- Anton Frank (1913—1978), član organizacije TIGR in partizan
- Boris Frank (1934—1999), harmonikar
- Friderik (Anton) Frank, slikar, licejski profesor
- Nejc Frank (*1987), smučarski skakalec
- Peter Frank, radijski urednik verskih oddaj
- Stanslav Frank (1907—1999), dr. teol., izseljenski duhovnik (Avstralija)
- Viktor Frank, slikar naivec
- Vojko Frank (*1965), karateist

## Znani tuji nosilci priimka
- Adolph Frank (1834–1916), nemški kemik
- Ana (Anne) Frank (1929—1945), judovsko-nemška avtorica dnevnika
- Bernard Frank (1902–1964), ameriški gozdar in okoljski aktivist
- Bruno Frank (1878—1945), nemško-ameriški pisatelj in dramatik
- Gary Frank (*1950), ameriški igralec
- Gary Frank (*1969), britanski risar stripov
- Hans Frank (1900—1946), nemški nacistični politik
- Ilja Mihajlovič Frank (1908—1990), ruski fizik, nobelovec leta 1958
- Jakob Frank (1840—1905), hrvaški novinar
- Josip Frank (1844—1911), hrvaški pravnik in politik
- Leonhard Frank (1882—1961), nemški pisatelj
- Melvin Frank (1913—1988), ameriški režiser in scenarist
- Otto Frank (1889—1980), nemški poslovnež, oče Ane Frank
- Philipp Frank (1884—1966), avstrijski fizik, matematik in filozof
- Robert Frank (1924—2019), švicarsko-ameriški fotograf in dokumentarni filmar
- Semjon Ljudvigovič Frank (1877—1950), ruski religiozni filozof
- Stanko Frank (1883—1953), hrvaški pravnik, profesor v Zagrebu
- Tenney Frank (1876—1939), ameriški zgodovinar
- Vladimir Frank (1873—1916), hrvaški odvetnik, politik in publicist
- Waldo David Frank (1889—1967), ameriški romanopisec in esejist, politični aktivist